# Würselen

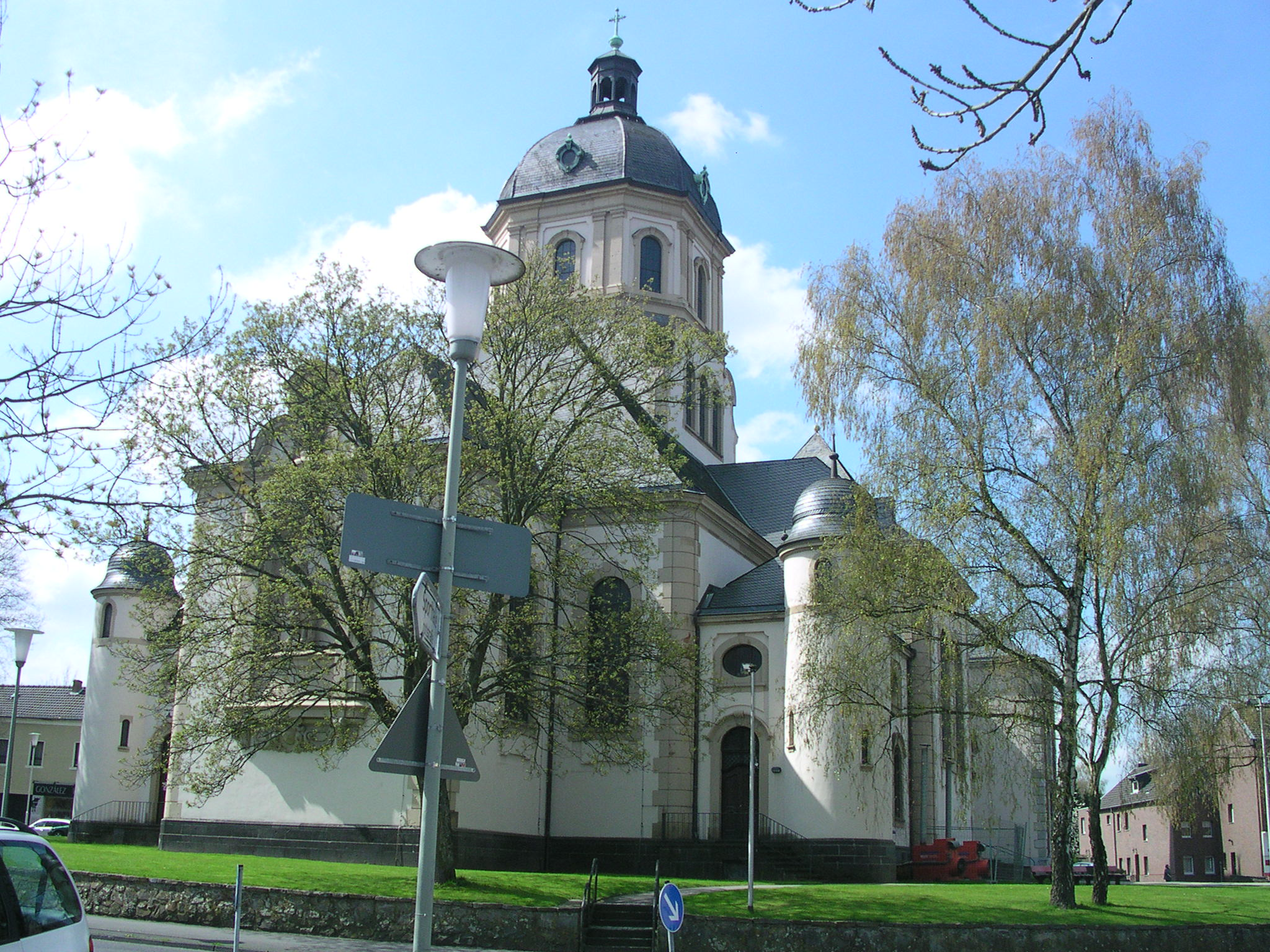
Kościół św. Sebastiana

Würselen – niemieckie miasto w kraju związkowym Nadrenia Północna-Westfalia, w rejencji Kolonia, w regionie miejskim Akwizgran. Leży niedaleko Akwizgranu.
Burmistrzem Würselen jest Arno Nelles z partii SPD.

## Historia
Pierwsze wzmianki o miejscowości Wormsalt pochodzą z 870 roku. W latach 1265–1269 zbudowano zamek Wilhelmstein. Od 1616 miasto jest znane jako Würselen. W 1972 roku do miasta zostały przyłączone dwie sąsiednie gminy: Bardenberg i Broichweiden.

## Współpraca
Miejscowości partnerskie:
- Campagnatico, Włochy
- Colchester, Wielka Brytania
- Hildburghausen, Turyngia
- Morlaix, Francja
- Réo, Burkina Faso
- Ruichang, Chiny